# 国弘威雄
國弘 威雄（くにひろ たけお、1931年6月8日 - 2002年10月21日）は、日本の脚本家。中華民国吉林省長春県（現:中華人民共和国吉林省長春市）生れ。出版している本や、脚本家としての映画などでは「国弘」と表記されているが、本名は「國弘」の表記である。

## 経歴
中学途中まで満洲で育ち、戦後父の郷里の山口県に引き揚げる。少年時代から映画好きだったことから、脚本家を志すようになる。山口県立柳井高等学校中退後、公務員となるが後に上京、雑誌社・東芝労組書記局などに勤務しながら投稿を続ける。
1957年に日本シナリオ作家協会主催のコンクールで1位となり、同年同協会主宰のシナリオ研修所に入所。修了後橋本忍門下となり、1959年に橋本との共作『空港の魔女』（東映・佐伯清監督）でデビュー。1964年加藤泰監督『幕末残酷物語』で第15回ブルーリボン賞脚本賞を受賞し、脚本家としての地位を確立する。その後東宝・日活・東映との契約を経て、フリーランスとなる。以後は映画・テレビドラマを中心に活動。映画では稲垣浩監督『風林火山』、村山三男監督『樺太1945年夏 氷雪の門 』などの作品があり、テレビドラマでは『子連れ狼』、『必殺シリーズ』など、主に時代劇の分野で知られる。
また、1956年からシナリオ同人誌「おりじなる」を15年に渡って主宰。1997年には自らが中心となり、「葫蘆島を記録する会」を結成。終戦後、満州からの日本人引き揚げの拠点となった同島の記録映画『葫蘆島大遣返』の制作・脚本・演出を手がけ、翌1998年に完成させた。

## 主な作品

### 劇映画
- 空港の魔女（1959年、佐伯清監督、東映） ※橋本忍との共同脚本
- ハワイ・ミッドウェイ大海空戦　太平洋の嵐（1960年、松林宗恵監督、東宝） ※橋本忍との共同脚本
- いろはにほへと（1960年、中村登監督、松竹） ※橋本忍との共同脚本
- 紅の海（1961年、谷口千吉監督、東宝）
- 地方記者（1962年、丸山誠治監督、東宝） ※関沢新一との共同脚本
- 夜霧のブルース（1963年、野村孝監督、日活）
- 林檎の花咲く町（1963年、岩内克己監督、東宝）
- 夕陽の丘（1964年、松尾昭典監督、日活） ※山崎巌との共同脚本
- 幕末残酷物語（1964年、加藤泰監督、東映）
- 愛しながらの別れ（1965年、江崎実生監督、日活）
- その口紅が憎い（1965年、長谷和夫監督、松竹） ※橋本忍との共同脚本
- 阿片台地 地獄部隊突撃せよ（1966年、加藤泰監督、松竹） ※加藤泰との共同脚本
- 神火101 殺しの用心棒（1966年、石井輝男監督、松竹）
- 大奥(秘)物語（1967年、中島貞夫監督、東映） ※佐治乾・掛札昌裕・金子武郎との共同脚本
- 続大奥(秘)物語（1967年、中島貞夫監督、東映） ※中島丈博との共同脚本
- 十一人の侍（1967年、工藤栄一監督、東映） ※田坂啓・鈴木則文との共同脚本
- 風林火山（1969年、稲垣浩監督、東宝） ※橋本忍との共同脚本
- 富士山頂（1970年、村野鐵太郎監督、日活）
- 暁の挑戦（1971年、舛田利雄監督、松竹）※橋本忍・池田一雄との共同脚本
- 黒の奔流（1972年、渡辺祐介監督、松竹） ※渡辺祐介との共同脚本
- 樺太1945年夏 氷雪の門（1974年、村山三男監督、東洋映画）
- 狼よ落日を斬れ 風雲篇・激情篇・怒濤篇（1974年、三隅研次監督、松竹）
- やさぐれ刑事（1976年、渡辺祐介監督、松竹） ※渡辺祐介との共同脚本
- 遥かなる甲子園（1990年、大澤豊監督、東宝）
- 楊貴妃（1992年、陳家林監督、広西映画撮影所） ※中国映画

### ドキュメンタリー映画
- 葫蘆島大遣返（1998年） ※制作・脚本・演出

### テレビドラマ
- すりかえ（1961年、TBS） ※芸術祭賞奨励賞・テレビ部門受賞
- われら青春 （1962年、フジテレビ）
- 汚れた海（1963年、日本テレビ）
- 宮本武蔵 （1965年 - 1966年、日本テレビ）
- 剣 （1967年 - 1968年、日本テレビ）
- お庭番 （1968年、日本テレビ）
- 右門捕物帳 （1970年、日本テレビ）
- 遠山の金さん捕物帳 （1971年 - 1972年、NET）
- 愛と死の砂漠 （1971年、関西テレビ）
- 影の車 （1971年、フジテレビ）
- 特別機動捜査隊 （1971年、NET）
- 大岡越前・第二部 （1971年、TBS）
- 荒野の素浪人・第一シリーズ （1972年、NET）
- 必殺シリーズ（朝日放送）
  - 必殺仕掛人 （1972年 - 1973年）
  - 必殺仕置人 （1973年）
  - 助け人走る （1973年 - 1974年）
  - 暗闇仕留人 （1974年）
  - 必殺必中仕事屋稼業 （1975年）
  - 必殺仕置屋稼業 （1975年 - 1976年）
  - 必殺仕業人 （1976年）
  - 必殺商売人 第14話、第20話（1978年）
  - 必殺からくり人・富嶽百景殺し旅 （1978年）
  - 必殺仕事人 （1979年 - 1981年）
- 子連れ狼（1973年 - 1976年、日本テレビ）

- 非情のライセンス （1973年 - 1980年、NET・テレビ朝日）
- 妻の秘密 （1976年、日本テレビ）
- ちちんぷいぷい （1977年、日本テレビ）
- 江戸の鷹 御用部屋犯科帖 （1978年、テレビ朝日）
- 悪の紋章（1979年、フジテレビ）
- 白昼の死角 （1979年、毎日放送）
- 七人の刑事・第3シーズン （1979年、TBS）
- 87分署シリーズ・裸の街 （1980年、フジテレビ）
- 服部半蔵 影の軍団 （1980年、フジテレビ）
- 江戸の用心棒 （1981年、フジテレビ）
- 時代劇スペシャル（1981年 - 1984年、フジテレビ） 
  - 愛妻武士道（1981年）
  - 怪談牡丹燈籠（1982年）
  - お庭番秘聞（1983年）
  - 影狩り（1983年）
  - 子連れ狼（1984年）
- 松平右近事件帳（1982年、日本テレビ）
- 海にかける虹〜山本五十六と日本海軍 第三部・第六部（1983年、テレビ東京）
- 松本清張事件にせまる・焼跡のクリスマス　戦後を駆けぬけた男 （1984年、テレビ朝日）
- 三匹が斬る! （1987年 - 1995年、テレビ朝日）
- 名奉行 遠山の金さん （1987 - 1995年、テレビ朝日） （1993年 - 1995年、テレビ朝日）
- 火曜サスペンス劇場 （日本テレビ）
  - 「回遊海路～北九州病院長バラバラ殺人事件」（1984年）[3] - 中村光至の小説『捜査―北九州病院長バラバラ殺人事件』が原作[4]。
  - 下弦の月（1990年） ※ギャラクシー賞奨励賞・テレビ部門受賞
  - 九門法律相談所(1)離婚（1993年）
  - 新任判事補 （1994年 - 1996年） 他、単発作品を執筆
- 木曜ゴールデンドラマ （読売テレビ）
  - 湖の夕映え （1986年 - 1988年） 他
- 土曜ワイド劇場 （テレビ朝日）
  - 京都殺人案内(1)花の棺 （1979年）  他
- ザ・サスペンス （TBS）
  - 馬を売る女（1982年）  他

## 著書
- 「シナリオの設計」（映人社、1981年）
- 「私のシナリオ体験」（映人社、1997年）